# Wörthersee

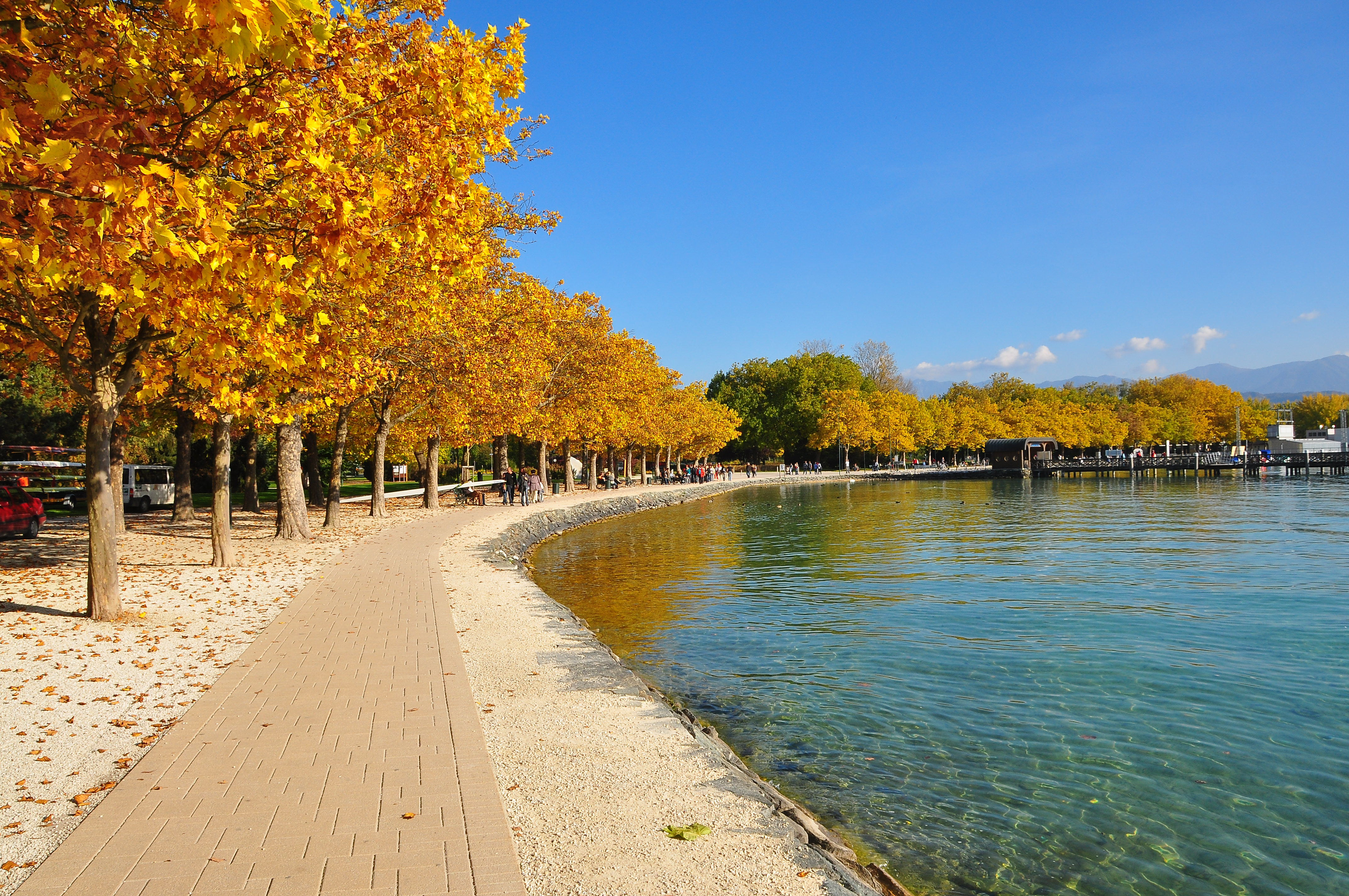
Wörthersee à beira da Praia Metnitz, em Klagenfurt

O Wörthersee (em esloveno, Vrbsko jezero) é o maior lago alpino do estado austríaco da Caríntia popularmente usado como balneário de verão. Possuindo um formato alongado (com 20 km de comprimento e 1-2 km de largura), o lago se estende desde a capital da Caríntia, Klagenfurt, a leste até a cidade de Velden a oeste.
O nome do lago vem do alto-alemão antigo Werdersee, que significa "lago com três ilhas".

## Características Físicas

Mapa do Wörthersee

Com uma área total de 19,39 km² e profundidade máxima de 85,2 m, a bacia do Wörthersee, de formato alongado, pode ser dividida em três partes:
- A bacia oeste, mais profunda, de Velden a Pörtschach, com área 7,9 km² e profundidade máxima de 85,2 m;
- A bacia central, menor e mais rasa, de Pörtschach a Maria Wörth, área de 3,5 km² e profundidade máxima de 39,9 m;
- a bacia leste, de Maria Wörth a Klagenfurt, com área de 8,0 km² e profundidade máxima de 73,2 m.

O lago é alimentado por diversos córregos, sendo o maior deles o Reifnitzbach, com um fluxo de 630 litros por segundo. Seu principal efluente é o Glanfurt que, através do Glan e do Gurk, desagua no Rio Drava.
Quanto ao material orgânico, o Wörthersee é dominado por algas vermelhas burgúndias (Planktothrix rubescens). Durante o verão, graças ao aquecimento excessivo da água, o plancton desce para águas mais profundas (8 to 20 m), deixando a superfície pobre em material orgânico e com sua característica cor azul-esverdeada. No inverno, a circulação de algas traz as mesmas de volta à superfície, dando uma coloração avermelhada ao lago.

## Turismo
Entre os meses de Junho e Setembro, os arredores do lago atingem temperaturas em torno de 25°C. Isso, aliado ao fato de que o lago possui uma quantidade muito pequena de material orgânico, tornam o lago um pólo turístico tradicional e atrativo durante o verão. Compositores como Johannes Brahms, Gustav Mahler ou Alban Berg podem ser citados entre os frequentadores ilustres do lago. O turismo de massa, entretanto, começou na década de 1950, durante o milagre econômico alemão.
No verão, diversos festivais importantes acontecem ao redor do lago, tais como:
- Festival de Carros em Reifnitz, produzido pela Volkswagen e pela Audi (em 2012 teve 150.000 participantes)[3];
- Ironman Austria, um triatlo no início de Julho com projeção nacional[4];
- Fete blanche em Velden e Pörtschach, similar ao evento homônimo em Paris[4].

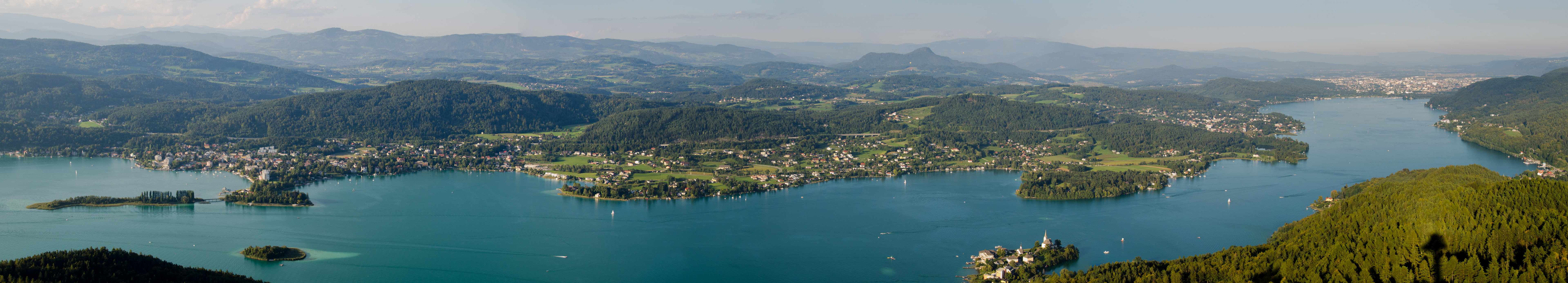
Panorama da região central do Wörthersee, vista da Torre em Pyramidenkogel, Pörtschach

## Ligações Externas
- Guia de viagens - Wikivoyage (Inglês)